# Cronologia das Jornadas de Junho
Esta é uma cronologia dos acontecimentos mais relevantes das Jornadas de Junho, que foram uma série de protestos ocorridos no Brasil em 2013.

## Antecedentes em 2012
- 27 de agosto:
  - Em Natal, após anuncio de um aumento de R$0,20 na passagem de ônibus, são organizadas uma série de manifestações pelo movimento "Revolta do Busão".[1][2][3][4] Com a pressão popular, no dia 6 de setembro, os vereadores revogaram o aumento.[5][6]
- Outubro:
  - No Rio de Janeiro foi fundado o "Fórum de Lutas contra o aumento das passagens", que organizou manifestações contra o aumento até julho de 2013. As manifestações em 2012 somente cessaram após o então prefeito, Eduardo Paes, adiar para 2013 o segundo aumento do ano, de R$2,75 para R$3,00.[carece de fontes?]

## 2013
- Janeiro:

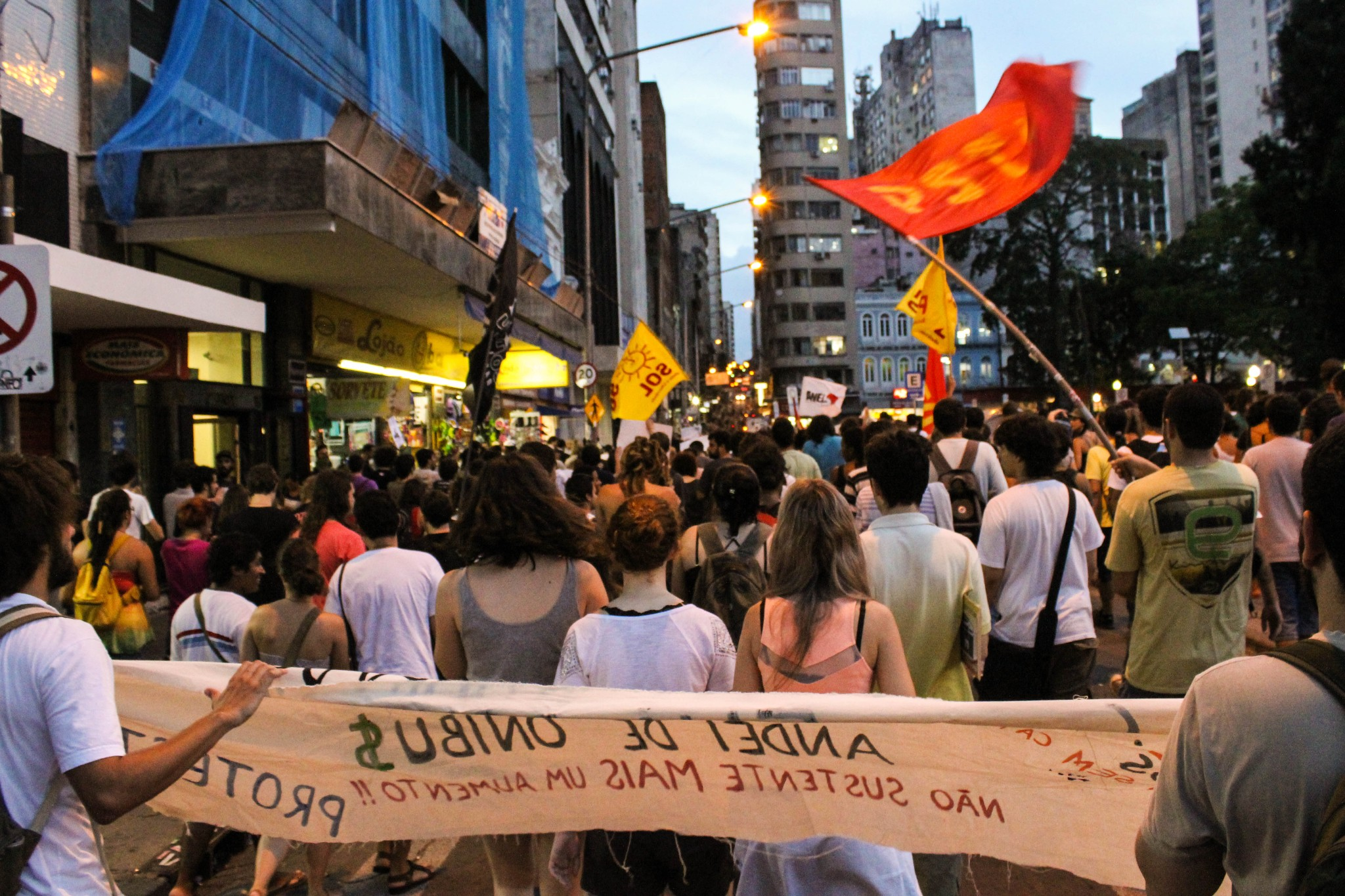
Protesto contra o aumento das tarifas de ônibus em Porto Alegre, no dia 18 de fevereiro de 2013.

  - Em Porto Alegre, atos foram organizados às vésperas das empresas de ônibus pedirem aumento de 15,8% no preço da passagem.[carece de fontes?]
- 25 de março:
  - Em Porto Alegre entrou em vigor um reajuste de 7% na tarifa de ônibus, levando essa de 2,85 para 3,05 reais. Com isso, os protestos gaúchos ganharam força.[7][8]
- 4 de abril:
  - A Justiça de Porto Alegre concedeu liminar que suspendeu o aumento na tarifa de ônibus, porém as manifestações continuaram.[7][8]
- 8 de maio:
  - Em Goiânia, ocorre o primeiro ato organizados pelo movimento "Frente Contra o Aumento".[9] As manifestações na cidade anteciparam-se ao anúncio oficial do aumento da tarifa, que ocorreu apenas no dia 21 de maio.[10]
- 15 de maio:
  - Grupos de Natal rearticularam o movimento "Revolta do Busão" e organizaram protesto neste dia, após a prefeitura de Natal anunciar um aumento de 20 centavos na passagem de ônibus para o dia 18 de maio. No ato, houve violência policial e reação popular. Alguns manifestantes foram presos e outros foram feridos.[11][12][13][14][15]
- 16 de maio:
  - Em Natal, houve o segundo dia consecutivo de protestos.[16]
  - Em Goiânia também ocorreu um protesto, onde pelo menos um manifestante foi agredido com um soco na cara por um policial. Com a repressão policial, agências bancarias foram depredadas.[17]
- 28 de maio:
  - Em Goiânia, com o aumento das tarifas de R$ 2,70 para R$ 3,00, ocorreu o ápice dos protestos. Na Praça da Bíblia, Setor Leste Universitário, quatro ônibus foram destruídos (dois incendiados e dois depredados) e treze outros veículos sofreram algum tipo de dano. Na ocasião, 24 estudantes acabaram detidos por vandalismo e desobediência.[carece de fontes?]
- 6 de junho:
  - Manifestações em São Paulo começaram a ganhar força.[18][19]
  - Em Goiânia, estudantes interditaram ruas do centro, queimaram pneus, lançaram bombas caseiras e quebraram os vidros de um carro da polícia militar.[carece de fontes?]
  - Em Porto Alegre, mesmo após diminuição da tarifa, houve novo protesto em solidariedade aos manifestantes de outras cidades do Brasil. Neste, manifestantes usando máscaras depredaram agências bancárias e ônibus, picharam muros e acenderam sinalizadores.[20]Manifestação chamada pelo Movimento Passe Livre (MPL) em São Paulo, 7 de junho.
- 7 de junho:

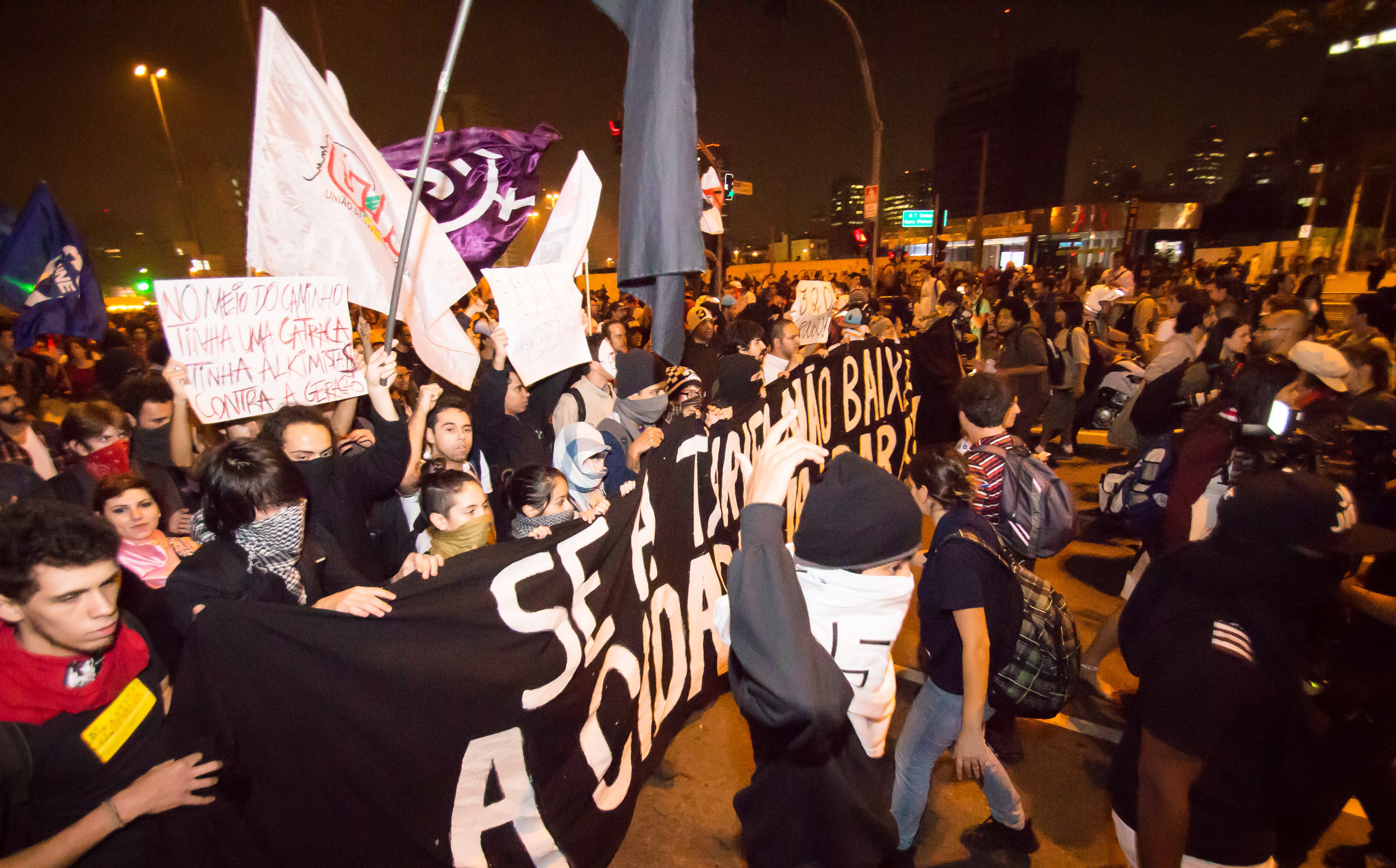
Manifestação chamada pelo Movimento Passe Livre (MPL) em São Paulo, 7 de junho.

  - Em São Paulo, um protesto foi realizado na Zona Sul de São Paulo, às 7 horas da manhã, bloqueando uma das faixas no sentido Centro, causando engarrafamento na ida das pessoas para o trabalho. Antes que a polícia chegasse ao local, os manifestantes fizeram uma barricada com fogo e dispersaram.[21][22]
- 10 de Junho:
  - No Rio de Janeiro, ocorre uma manifestação após aumento da tarifa de ônibus na cidade de R$ 2,75 para R$ 2,95. Nesta, pontos de ônibus foram destruídos e ao menos 34 manifestantes foram detidos.
- 13 de Junho:
  - Em Goiânia, as tarifas voltaram a custar 2,70 reais, após liminar judicial.[23]
  - Em São Paulo, após aumento da tarifa de ônibus de 3 para 3,20 reais, milhares de pessoas participaram de um ato[24] que foi duramente reprimido pela polícia no cruzamento da rua da Consolação com a Maria Antónia, naquela que ficou conhecida como "Batalha da Consolação".[25][26] Houve confrontos, depredações de ônibus, de carros e de vitrines de lojas.[27][28] Fernando Haddad (PT), então prefeito, falou em entrevista que não negociaria o valor da passagem.[27] Nesse dia, mais de duzentas pessoas foram detidas.[29] Foram detidos 60 manifestantes por porte de vinagre, que era utilizado para aliviar os efeitos do gás lacrimogêneo e spray de pimenta.[30][31][32][33]
  - No Rio de Janeiro, a polícia militar utilizou spray de pimenta e bombas de efeito moral para dispersar ato com milhares de pessoas. Manifestantes revidaram, arremessando pedras, fazendo barricadas com fogo no meio da rua, depredando ponto de ônibus e agências bancárias. Três pessoas ficaram feridas e uma pessoa foi presa em suposto flagrante, acusada de colocar explosivo em uma estação de metrô.  Um casal se recusou a se retirar do meio da rua para normalizar o trânsito de veículos, sendo indiciado por crime de desobediência. Além disso, foram detidas 16 pessoas, que foram liberadas após prestaram depoimento.[27]
  - Em Niterói, ocorreu um ato com 4 mil pessoas após aumento da tarifa de ônibus de 2,75 para 2,95 reais na cidade. A polícia tentou proibir o uso de máscaras, jogou bombas de efeito moral e de gás lacrimogêneo, além gás de pimenta. Intoxicadas, ao menos duas pessoas tiveram que ser socorridas. Um manifestante foi detido. Algumas das palavras de ordem entoadas foram "Boi, boi, boi, boi da cara preta, abaixa a passagem ou pulamos a roleta" e "Não quero Copa, nem estádio de R$ 1 milhão, eu quero é mais dinheiro para saúde e educação". A manifestação causou um caos no trânsito da cidade a noite.[27][34]
  - Em Maceió, ocorreu ato antes do anúncio do reajuste. As empresas de ônibus pediram na Justiça a elevação do preço da passagem de R$ 2,30 para R$ 2,85.[27]
  - Em Porto Alegre, ocorreu confronto em ato com milhares de pessoas. Manifestantes bloquearam avenidas com barricadas, quebraram vidros e picharam prédios. Por outro lado, os PMs usaram gás lacrimogêneo, balas de borracha e bombas de efeito moral.[27]
  - Em São Paulo, milhares de pessoas comparecem a uma manifestação.[carece de fontes?]
- Centenas de milhares de manifestantes se reuniram no centro do Rio de Janeiro, da Avenida Rio Branco até a região da Cinelândia.15 de junho:

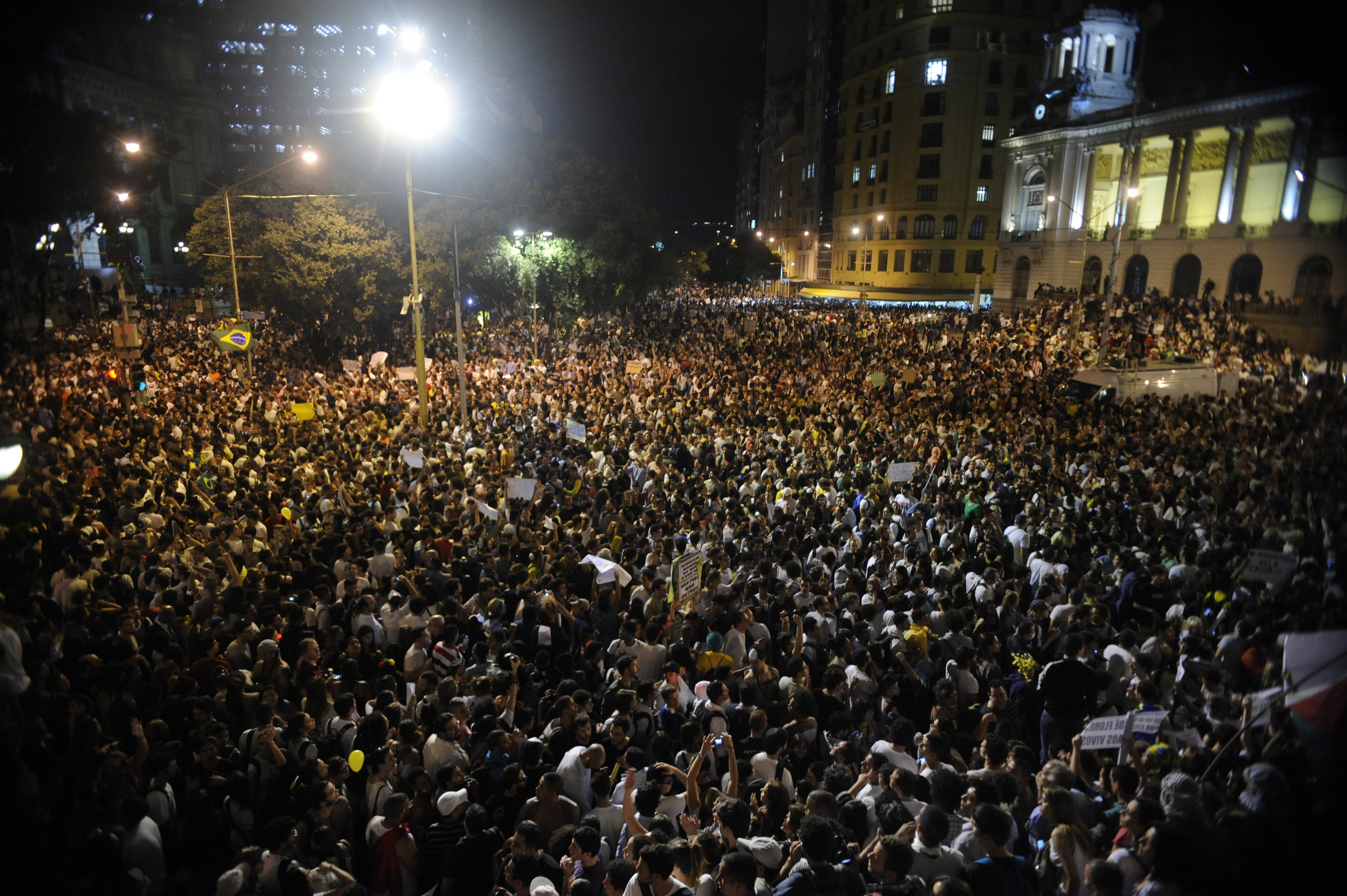
Centenas de milhares de manifestantes se reuniram no centro do Rio de Janeiro, da Avenida Rio Branco até a região da Cinelândia.

  - Em Brasília, um ato ocorreu no dia da abertura da Copa das Confederações FIFA de 2013, que aconteceu no estádio Mané Garrincha. O ato se centrou na pauta contra a Copa do Mundo FIFA de 2014. Palavras de ordem contra a Copa foram entoadas "Copa do Mundo eu abro mão, quero dinheiro para saúde e educação”. A manifestação chegou até uma das entradas e foi reprimida pela polícia, com balas de borracha, bombas de efeito moral e gás lacrimogênio. Oito policiais foram feridos por pedradas, e oito manifestantes foram detidos. Dois manifestantes foram atingidos por tiros de bala de borracha, e um chegou a ser levado do local em uma ambulância.[35][36][37]
- 16 de junho:
  - No Rio de Janeiro, manifestantes que participaram de ato próximo ao estádio Maracanã durante jogo da Copa das Confederações, entre México e Itália, foram encurralados dentro da Quinta da Boa Vista pela polícia.[38]
- Protesto do dia 17 de junho na Avenida Brigadeiro Faria Lima, em São Paulo.17 de Junho:

Protesto do dia 17 de junho na Avenida Brigadeiro Faria Lima, em São Paulo.

  - Em Minas Gerais, um desembargador do TJMG publicou decisão que proibia manifestantes de bloquearem vias públicas. Sindicatos e entidades envolvidas que desrespeitassem a decisão ficariam sujeitos a multa de 500 mil reais em caso de descumprimento.[39][40] Isso não impediu que 12 mil pessoas se reunissem na mesma tarde na Praça Sete, no centro de Belo Horizonte, e fechassem duas avenidas.[41]

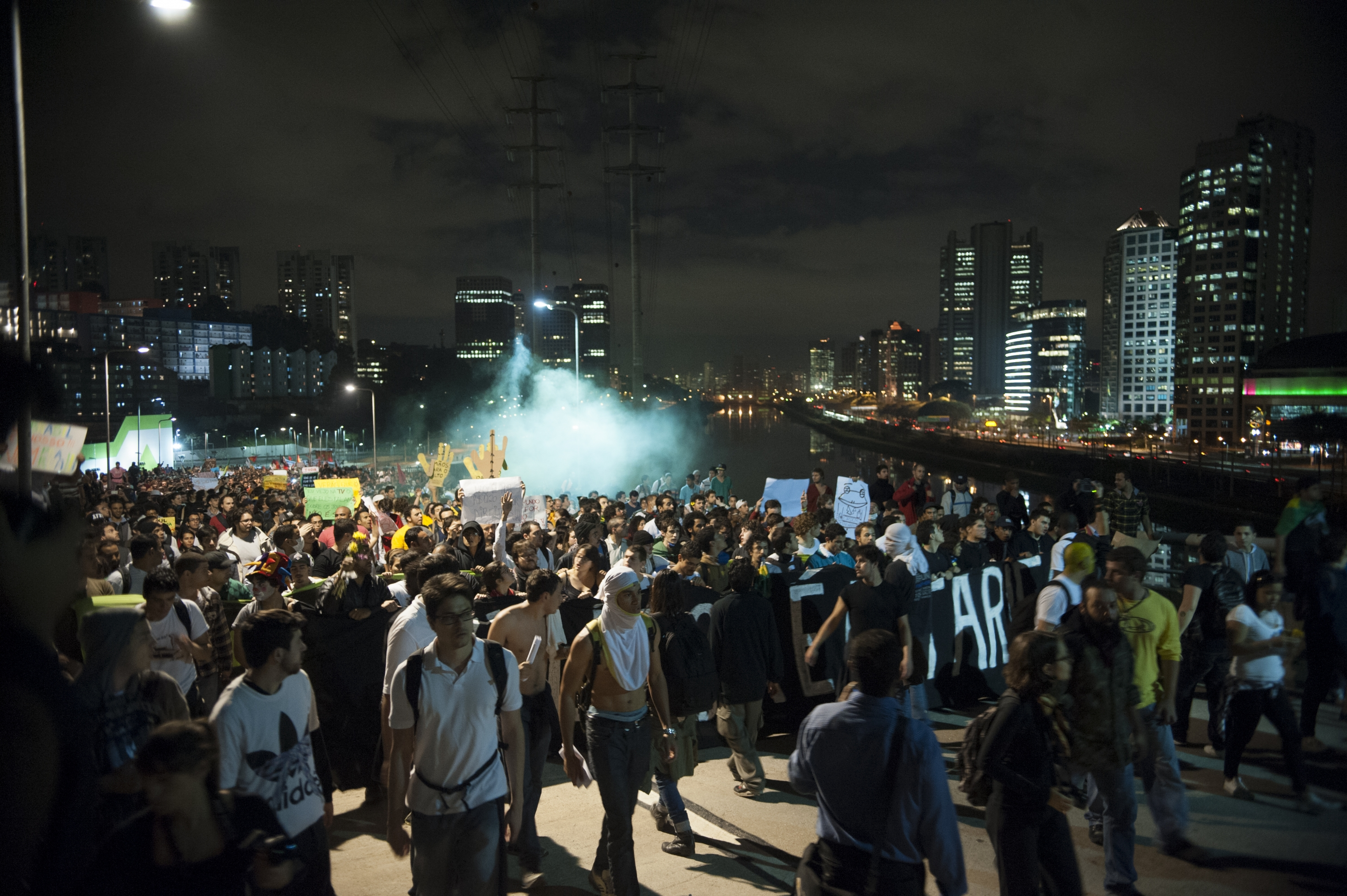
Milhares de manifestantes saíram às ruas em São Paulo em pontos como o Largo da Batata e Marginal Pinheiros.

  - Milhares de manifestantes saíram às ruas em São Paulo em pontos como o Largo da Batata e Marginal Pinheiros.No Rio de Janeiro houve um ato com centenas de milhares de pessoas. Houve confronto em frente à Assembleia Legislativa, onde cerca de 80 policiais correram e se refugiaram após cerco e ataque dos manifestantes, que tentaram invadir a Assembleia arremessando pedras, coquetéis Molotov e rojões contra a policia, que respondia com balas letais e de borracha, gás lacrimogêneo e spray de pimenta. O cerco durou horas e barricadas foram feitas no entorno. Pelo menos um carro foi queimado, vidraças de lojas foram quebradas, agências bancarias depredadas, pilastras da Assembléia foram pichadas. Também houve enfrentamento no Largo do Paço Imperial.[42][43][44][45] Ao menos 7 manifestantes ficaram feridos por balas letais. 20 policiais ficaram feridos e aguardaram socorro dentro da Assembleia.[46] A batalha da ALERJ foi o exemplo mais radical de domínio de um centro de poder neste ciclo de mobilizações.[47]
  - Em São Paulo, um ato se dirigiu para o Palácio dos Bandeirantes, onde houve tentativa de invasão.[42][48][49] Em Bauru, o interior de São Paulo, também houve um ato, sem incidentes.[50] Caco Barcellos e sua equipe da Globo foram expulsos do protesto.[51][52]
  - Em Belo Horizonte, Minas Gerais, ocorreu ato com milhares de pessoas. Houve confronto quando os manifestantes chegaram próximo do cerco policial ao redor do estádio Mineirão, onde as seleções de futebol de Nigéria e Taiti jogavam pela Copa das Confederações. Também houve conflito entre manifestantes e polícia perto do campus da Universidade Federal de Minas Gerais e ônibus foram pichados.  A policia reprimiu o ato usando balas de borracha e gás lacrimogêneo. Ao menos 10 manifestantes ficaram feridos. Um homem e uma mulher caíram de um viaduto e se feriram.[42][53][54] Em Juiz de Fora, houve ato sem incidentes. O trânsito ficou comprometido por 5 horas.[55]
  - Em Brasília, centenas de milhares de ativistas invadiram a área externa da Esplanada dos Ministérios e centenas deles  subiram no teto do Congresso Nacional.[42][56]

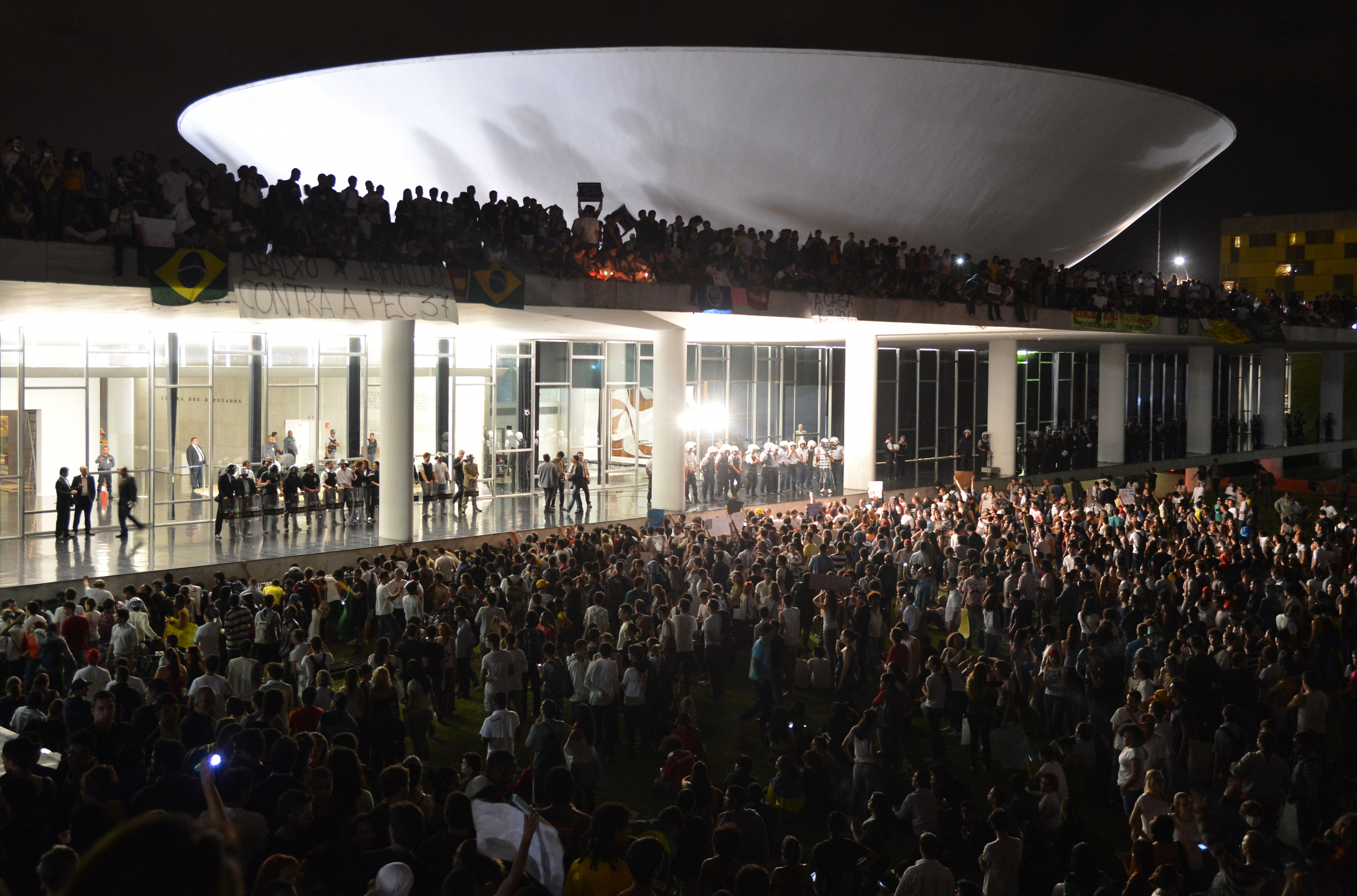
Manifestantes ocupam o Congresso Nacional, em Brasília.

  - Manifestantes ocupam o Congresso Nacional, em Brasília.Em Fortaleza 5 mil pessoas participaram de ato em solidariedade aos manifestantes de outras cidades. Houve pichações durante o trajeto. Ao final, fizeram uma reunião para decidir sobre protestos que estavam para acontecer no dia 19, data do jogo entre Brasil e México no estádio Castelão, pela Copa das Confederações.[57]
  - No centro de Porto Alegre, manifestantes destruíram um ônibus, puseram fogo em lixo e foram reprimidos pela polícia com gás lacrimogêneo.[42]
  - Nas cidades de Vitória e Vila Velha, no Espírito Santo o movimento, que reuniu 20 mil pessoas, começou na Universidade Federal do Espírito Santo (UFES) e seguiu para a residência oficial do então governador, Renato Casagrande, na Praia da Costa, já no município de Vila Velha. A polícia reprimiu o ato com gás lacrimogêneo, bombas de efeito moral e balas de borracha. Manifestantes revidaram arremeçando pedras. Os ativistas correram para o Centro de Vila Velha, e jornalistas, resgatistas dos Bombeiros, médicos do Centro de Reabilitação Física do Espírito Santo e moradores de Vila Velha foram encurralados pela polícia. Portões foram arrancados, lixo foi espalhado e carros foram destruídos. Um policial foi ferido, uma repórter foi roubada e uma pessoa foi presa.[58][59][60][61]
  - No Paraná, houve manifestações em várias cidades, como Curitiba,[62] Londrina, Maringá, Ponta Grossa,[63] Foz do Iguaçu, Francisco Beltrão e Pato Branco.
- 18 de Junho:
  - Em São Paulo, durante um protesto, um carro da Rede Record que fazia transmissão ao vivo foi incendiado pelos manifestantes.[64]
- 19 de Junho:
  - Supremo Tribunal Federal decide derrubar decisão do TJMG, do dia 17 de junho do mesmo ano, que proibia manifestantes de bloquearem vias públicas. Sindicatos e entidades envolvidas que desrespeitassem a decisão do TJMG ficariam sujeitos a multa de 500 mil reais em caso de descumprimento.[65]
  - No Rio de Janeiro, o governo municipal anuncia a suspensão do aumento das tarifas de transporte público na cidade.[66]

- 20 de junho:
  - Foram registrados atos em: Alagoas, Amapá, Bahia, Ceará, Distrito Federal, Espirito Santo, Goiás, Maranhão, Mato Grosso, Mato Grosso do Sul, Minas Gerais, Pará, Paraná, Paraiba, Pernambuco, Piauí, Rio de Janeiro, Rio Grande do Norte, Rio Grande do Sul, Rondônia, Roraima, Santa Catarina, São Paulo, Sergipe e Tocantins.[68]
  - No Rio de Janeiro, houve a maior manifestação de 2013, com 1,2 milhão de pessoas,[69] que preencheu toda extensão da Avenida Presidente Vargas, em suas 4 vias. O confronto teve inicio em frente a Prefeitura, onde estava a cavalaria da Polícia Militar. O embate se extendeu por kilometros, até a Praça Cinelândia e Lapa, assim como nos arredores do trajeto. Os manifestantes fizeram barricadas de fogo, arremeçaram pedras e fogos de artifício, usaram escudos improvisados, fizeram pichações e depredações (lojas, agências bancárias e câmeras de controle de velocidade de carro). Em certo momento, o blindado da Policia Militar, conhecido como caveirão, foi atacado pelos manifestantes e teve que se retirar. A polícia utilizou helicopteros, blindados, cavalaria, motos, armas letais e armas de baixa letalidade na repressão ao ato.[70][71][72] Um carro do SBT ser incendiado pelos manifestantes.[73] Foi preso neste dia Rafael Braga, que trabalhava como catador de latinhas, sendo acusado de porte de Molotvs, porém depois ficou provado que eram apenas garrafas plásticas contendo desinfetante. Ficou conhecido como o primeiro condenado (em 1ª instância) das Jornadas de junho.[74][75][76]
  - Em Brasília, milhares de pessoas invadiram a área externa da Esplanada dos Ministérios.[77] Após o lançamento de rojões, sinalizadores e pedaços de madeira pelos manifestantes, os policiais responderam com spray de pimenta e bombas de gás lacrimogêneo. Em fuga, os manifestantes se concentraram em frente ao Palácio Itamaraty. Algumas pessoas entraram no espelho d'água do palácio e subiram na escultura Meteoro, de Bruno Giorgi. Diversos vidros do palácio foram apedrejados, holofotes foram destruídos, paredes foram pichadas e uma bomba incendiária foi arremeçada, queimando parte da fachada do prédio projetado por Oscar Niemeyer. Tendas foram queimadas, e a Catedral de Brasília, apedrejada.[77]
  - Em Natal houve um grande protesto, com dezenas de milhares de manifestantes, convocado pelo movimento Revolta do Busão, articulado em 2012 e que já vinha desde 15 de maio organizando constantes protestos contra o aumento da tarifa, tendo sido o ato desse dia o maior deles na cidade.[78]
  - Em Campinas, São Paulo, a manifestação reuniu milhares de pessoas e terminou em confronto entre manifestantes e polícia. Um carro da PM e 12 ônibus foram depredados.[79] Ficaram feridos 15 guardas municipais e 15 manifestantes deram entrada na UPA.[80]
  - Em Ribeirão Preto, interior do estado de São Paulo, um empresário acelerou o carro contra uma manifestação, atropelando treze pessoas e matando o estudante Marcos Delefrate, de 18 anos.[81][82]
  - Em Belém, por causa da repressão policial a um protesto, morre a trabalhadora Cleonice Vieira de Moraes, gari, com parada cardíaca após inalar gás lacrimogênio.[83][84]
  - Em Salvador, dois ônibus da FIFA foram apedrejados,[85] além de pelo menos outros dois ônibus comuns.[86] Além disso, o hotel que servia de base para a FIFA durante a Copa das Confederações foi vandalizado e um grupo tentou entrar no estabelecimento, sendo confrontado pela polícia.[85]

- 22 de junho:
  - Em São Paulo teve início um ato no vão livre do MASP que após percorrer vários pontos de São Paulo foi finalizado na Praça da Sé.[87]
  - Em Belo Horizonte, mais de 100 mil pessoas participaram de uma manifestação. O destino do ato era o Mineirão, onde ocorria um jogo da Copa das Confederações.[88] O confronto foi inciado quando o ato chegou próximo ao Mineirão, onde foi realizado jogo entre Japão e México. Os manifestantes tentaram romper a barreira policial, fizeram barricadas de fogo nas ruas e depredaram uma concessionária. A Polícia Militar e a Força Nacional de Segurança Pública usaram bombas de efeito moral, gás lacrimogêneo e disparos de balas de borracha para reprimir os manifestantes, que respondiam com rojões, pedras, bombas caseiras e coquetéis molotov.[89]

- Manifestação em São Paulo no dia 20 de junho, na Avenida Paulista.29 de junho:

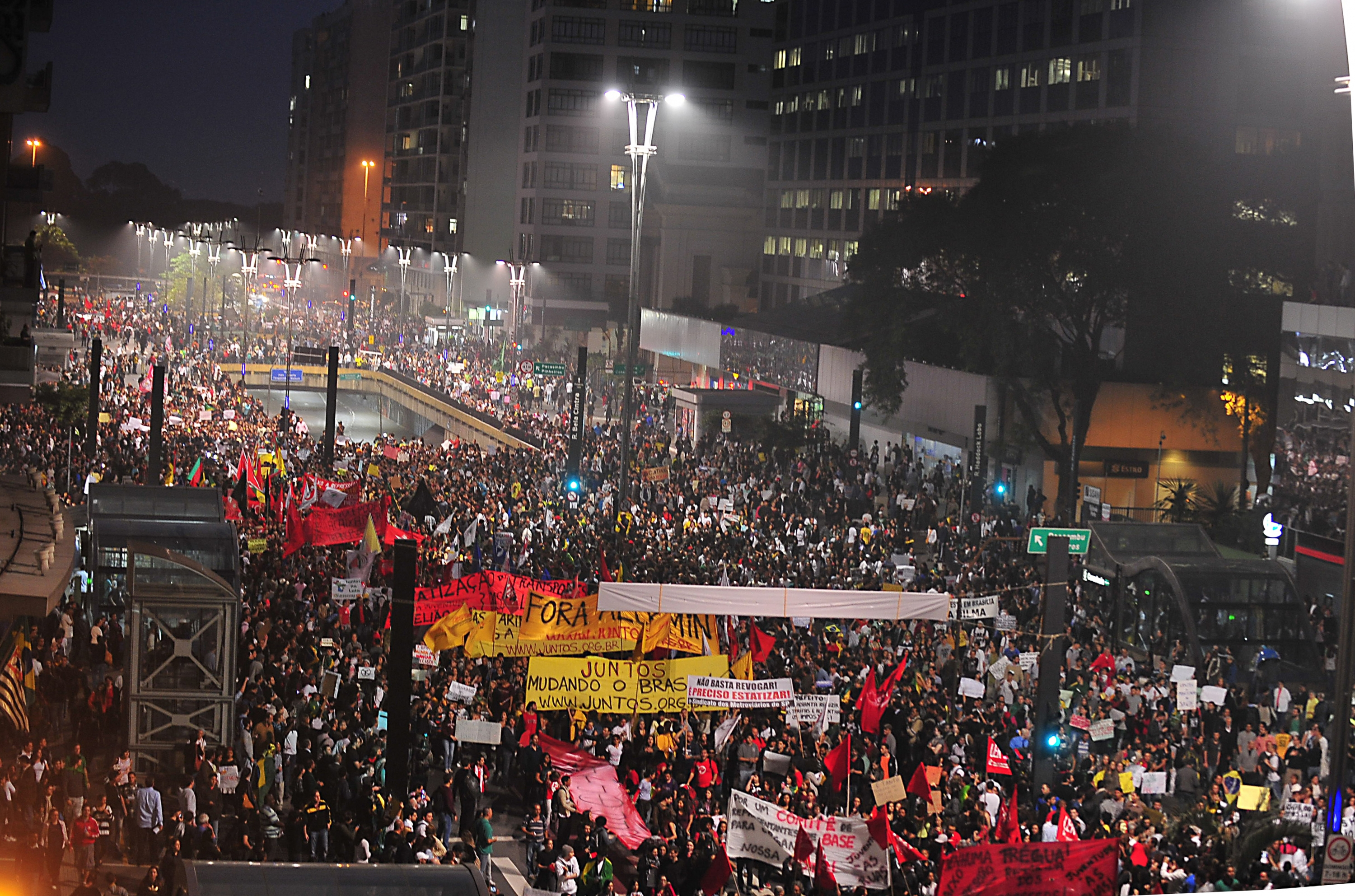
Manifestação em São Paulo no dia 20 de junho, na Avenida Paulista.

  - Na câmara municipal de Belo Horizonte foi votada a PL 317 que reduziria a passagem em 10 centavos e isentaria a BHTRANS de 2% do ISS que geraria 8 milhões a mais para a BHTRANS que fatura 1,2 bilhão de reais ao ano. Uma proposta pedia a redução em 20 centavos e a outra abriria as contas de faturamento da BHTRANS. Ambas foram vetadas e os manifestantes não foram autorizados a entrar na sessão. Assim, teve inicio a ocupação da câmara, durando até 7 de Julho de 2013.[90] Os ocupantes fizeram uma reunião com o prefeito Márcio Lacerda, que posteriormente anunciou a redução da passagem de ônibus na capital.[carece de fontes?]
- 11 de julho:
  - Ocorreu o "Dia Nacional de Luta", organizado por centrais sindicais,[91] centenas de organizações de trabalhadores, categorias em greve, movimentos sociais e partidos de esquerda[91][92] Esta foi a quarta greve geral do país desde a Independência há 190 anos.[93] Entre as pautas dos trabalhadores estava o marco regulatório dos meios de comunicação, que levou a um ato próprio em frente à sede da Rede Globo em São Paulo,[94][95][96][96] Nessa manifestação um laser verde apontado para as janelas da emissora, mirado na cara do repórter Carlos Tramontina, que apresentava ao vivo o SPTV, obrigou-o a mencionar os protestos feitos do lado de fora.[96] As denúncias de espionagem na internet por agências estadunidenses fizeram o Marco Civil da Internet (PL 2.126/2011) ser uma reivindicação também.[96] De acordo com um dos defensores da PL, a Globo inseriu um trecho no texto que deveria ser removido, mas o resto todo deveria ser aprovado.[96]